# Trilogia di Elminster
La Trilogia di Elminster è una serie di tre romanzi dello scrittore Ed Greenwood ambientati nell'universo immaginario di Forgotten Realms, ambientazione per il gioco di ruolo Dungeons & Dragons. La Trilogia di Elminster è seguita da una seconda serie, L'epopea di Elminster; nella versione originale invece i romanzi appartengono ad un'unica serie chiamata The Elminster Series. La trilogia narra la vita di Elminster prima di essere ben conosciuto attraverso Faerûn, quando nessuno o solo i maghi più potenti sapevano chi fosse.

## Romanzi
- Elminster - La nascita di un mago (1994)
- Elminster - Il viaggio (1997)
- Elminster - La tentazione (1998)